# Les Dieux de la vague
Pour plus de détails, voir Fiche technique et Distribution.
Les Dieux de la Vague (Newcastle) est un film dramatique australo-américano-japonais écrit et réalisé par Dan Castle, sorti en 2008.
Il a été présenté au Festival du film de Tribeca, le 25 avril 2008.

## Résumé
Le film raconte l'histoire de Jesse, dix-sept ans, jeune surfeur australien dont le rêve est d'égaler son frère aîné Victor, ancien champion de surf. L'action se concentre autour d'un week-end de surf sur une plage isolée. Lorsqu'apparaît Victor, l'ambiance change totalement et devient plus compétitive. Andy est gravement blessé dans un accident, tandis que Victor est tué. Après les obsèques, Fergus et Jesse contemplent les étoiles dans la nuit, plus tard Jesse participe à une compétition junior de surf.

## Fiche technique
- Titre original : Newcastle
- Titre français : Les Dieux de la vague
- Réalisation : Dan Castle
- Scénario : Dan Castle
- Direction artistique : Marc Barold
- Décors : Alex Holmes
- Costumes : Catherine Wallace
- Photographie : Richard Michalak
- Montage : Rodrigo Balart
- Musique : Michael Yeserski
- Production : Naomi Wenck
- Sociétés de production : Australian Film France Corporation ; 3 Dogs and a Pony, Dragonfly Pictures, Jour de Fête Films, Newcastle Pictures et Three Dogs and a Pony
- Société de production : Dendy Films (Australie), Outplay (France)
- Pays d'origine : Australie, États-Unis, Japon
- Langue originale : anglais
- Format : couleur
- Genre : drame
- Durée : 107 minutes
- Dates de sortie :
  -  États-Unis : 25 avril 2008 (Festival du film de Tribeca)
  -  Australie : 6 novembre 2008 (nationale)
  -  France : 4 octobre 2011 (DVD)

## Distribution
- Lachlan Buchanan : Jesse
- Xavier Samuel : Fergus
- Reshad Strick : Victor
- Kirk Jenkins : Andy
- Israel Cannan : Scotty
- Ben Milliken : Nathan
- Debra Ades : Debra
- Rebecca Breeds : Leah
- Gigi Edgley : Sandra
- Joy Smithers : Flora
- Jaymes Triglone : Billy
- Woody Naismith : Jake
- Zachary Garred : Kurt
- Scott Campbell : Ripley
- Anthony Hayes : Danny
- Shane Jacobson : Reggie
- Barry Otto : Gramps
- June Page : Bette
- Cherry Ingle : Kylie
- Luca Whitby-Otto : Baby
- Perth Standlick : Perth
- Mitch Resevsky : Mitch